# Veksø
Veksø ligger i Nordsjælland og er en by med 1.794 indbyggere  (2024) beliggende i Egedal Kommune i Region Hovedstaden. Byen ligger mellem Ballerup og Frederikssund. I byen findes Veksø Kirke, Veksø Skole med klassetrin fra 0. til 6. klasse, et pizzeria og to supermarkeder. Fra Veksø Station kører S-tog mod København og Frederikssund.

## Historiske fund

### Hjelmene
I sensommeren 1942 blev Veksøhjelmene, to hornede bronzehjelme fra den tidlige bronzealder, fundet af tørvegravere i Brøns Mose i Veksø. Hjelmene er udstillet på Nationalmuseet.

### Gravhøje
Der findes tre fredede gravhøje omkring Veksø. Skelhøj ligger sydvest for byen, hvor man i 1974 fandt potteskår fra 2000 år f.Kr. nær højen, formodentlig fra en boplads. Hulhøj findes på vej mod Stenløse på venstre hånd. Den tredje gravhøj ligger nord for byen ved vandtårnet.

## Traditioner
Veksø er en traditionsrig by hvor der årligt afholdes fastelavnsoptog med udsmykkede vogne og tøndeslagning fra hest. En tradition der kan dateres tilbage til 1910.

## Medieomtale
I marts 2014 sendte Radio24syv en radiodokumentar om Kvindeegen i Veksø. Programmet tager lytteren med på en tur rundt i byen.
I marts 2023 blev historien om ruinen i Veksø fortalt i podcasten Din lokale nysgerrighed.